# Усойницоподобна смъртоносна змия
Усойницоподобните смъртоносни змии (Acanthophis antarcticus) са вид влечуги от семейство Аспидови (Elapidae).
Срещат се в източна и южна Австралия.
Таксонът е описан за пръв път от английския естественик Джордж Шоу през 1802 година.

## Подвидове
- Acanthophis antarcticus antarcticus
- Acanthophis antarcticus cliffrosswelingtoni